# Roštár
Roštár (in ungherese Restér) è un comune della Slovacchia facente parte del distretto di Rožňava, nella regione di Košice.